# TV動物農場
《TV 動物農場》（韓語：TV 동물농장）是韓國SBS的時事教養綜藝節目，由申東燁、丁善姬、Tony An、Joy等人主持，節目主軸為人（包括藝人與一般人）與動物互動，並推廣動物保護等相關議題。
自2001年5月1日開始播映，是韓國知名的長壽節目。

## 歷代主持
| 主持人       | 主持人       | 職業                         | 主持期間                                         |
| 姓名         | 諺文         | 職業                         | 主持期間                                         |
| 現任固定主持 | 現任固定主持 | 現任固定主持                 | 現任固定主持                                     |
| ------------ | ------------ | ---------------------------- | ------------------------------------------------ |
| 申東燁       | 신동엽       | 喜劇演員、主持人、演員       | 2001年5月1日－至今                               |
| 丁善姬       | 정선희       | 喜劇演員、主持人             | 2001年5月1日－2008年9月7日、 2014年1月5日－至今  |
| Tony An      | 토니안       | 歌手（H.O.T.成員）           | 2018年5月27日－2018年6月3日、 2018年7月8日－至今 |
| JOY          | 조이         | 歌手（Red Velvet成員）、演員 | 2021年6月6日－至今                               |
| 過往固定主持 |              |                              |                                                  |
| 尹賢眞       | 윤현진       | 播音員                       | 2001年5月1日－2008年6月15日、 2014年6月22日      |
| 申智         | 신지         | 歌手（高耀太成員）           | 2008年11月23日－2011年5月1日                     |
| 李允雅       | 이윤아       | 播音員                       | 2008年6月22日－2013年12月29日                    |
| 韓昇延       | 한승연       | 歌手（Kara成員）             | 2011年7月31日－2013年12月29日                    |
| 金生珉       | 김생민       | 主持人                       | 2001年5月1日－2018年4月1日                       |
| 張睿元       | 장예원       | 播音員                       | 2014年1月5日－2021年5月30日                      |
| 特邀主持     |              |                              |                                                  |
| 李孝利       | 이효리       | 歌手                         | 2011年6月12日                                    |
| 嘉熙         | 가희         | 歌手（After School成員）     | 2011年6月12日                                    |
| Lizzy        | 리지         | 歌手（After School成員）     | 2011年6月12日                                    |
| Sulli        | 설리         | 歌手                         | 2011年6月19日                                    |
| 裴多海       | 배다해       | 歌手                         | 2011年7月3日－2011年7月10日                      |
| Narsha       | 나르샤       | 歌手（Brown Eyed Girls成員） | 2011年7月17日                                    |
| 洪秀兒       | 홍수아       | 演員                         | 2012年10月21日－2012年10月28日                   |
| DinDin       | 딘딘         | 饒舌歌手                     | 2018年6月10日－2018年6月17日                     |
| 朱詩恩       | 주시은       | 播音員                       | 2018年6月24日－2018年7月1日                      |
| Wendy        | 웬디         | 歌手（Red Velvet成員）       | 2022年2月13日                                    |

## 備註及參考資料

### 備註
1. ↑  丁善姬因丈夫自殺的緣故無法參與錄影，[5]後因一連串風波影響退出主持位置。[6]
2. 1 2  金生珉下車後之空白期間由特邀主持暫代。
3. ↑  張睿元因位於巴西進行世界盃轉播故缺席錄影，尹賢眞暫代主持。[11]
4. ↑  金生珉因性騷擾風波自主退出主持位置。[16]
5. 1 2 3 4  申智下車後之空白期間由特邀主持暫代。
6. ↑  韓昇延因日本公演缺席錄影，洪秀兒暫代主持。[23]
7. ↑  張睿元因位於俄羅斯進行世界盃轉播故缺席錄影，朱詩恩暫代二週主持。[25]
8. ↑  Joy無法參與錄影，Wendy暫代主持。

## 外部連結
- SBS TV 動物農場 官方網站